# ماركو ميسيتش
الكولونيل ماركو ميسيتش (بالكرواتية: Marko Mesić؛ 30 سبتمبر 1901 - 9 فبراير 1982)، ضابط مدفعي تقلد العديد من الأوسمة والنياشين، خدم في صفوف الجيش الملكي اليوغوسلافي والحرس الوطني الكرواتي وجيش يوغوسلافيا الشعبي، ترجع شهرته لكونه أخر قادة الفوج الكرواتي التابع لدولة كرواتيا المستقلة الموالية لألمانيا النازية خلفا للكولونيل فيكتور بافيشيتش، حيث شارك في معارك الجبهة الشرقية للحرب العالمية الثانية وخاصة معركة ستالينغراد قبل أن يتم إلقاء القبض عليه بواسطة الجيش الأحمر عام 1943 لينضم لصفوف البارتيزان اليوغوسلاف في مواجهة النازيين هربا من بطش القوات السوفيتية.

## وصلات خارجية
- صورة لميسيتش مع بعض أفراد الفوج الكرواتي.
- خريطة مرسومة يدويا لخطة هجوم الفوج 369 الكرواتي. نسخة محفوظة 24 سبتمبر 2015 على موقع واي باك مشين.
- بعض الصور والمعلومات عن الفوج الكرواتي.
- واحدة من المخطوطات الأصلية العديدة الخاصة بالفوج والمحفوظة حاليا في روسيا
- البحث عن kroatische ostfront يضم صورا نادرة التقطتها القوات الألمانية للفوج الكرواتي (بالألمانية)
- Hrvatski legionari u Staljingradu za Pavelića, a u Srbiji za Tita (بالكرواتية)